# Albuleț
Albuleț este o localitate dispărută în județul Brăila, Muntenia, România.

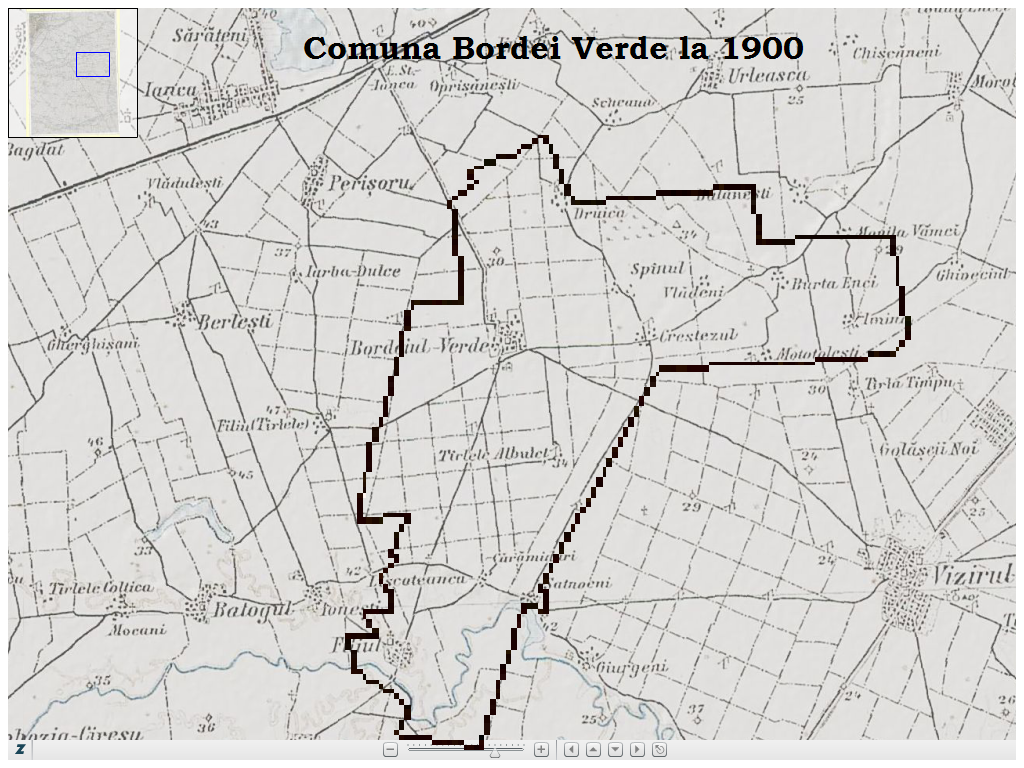
Harta comunei Bordei Verde la anul 1900

La sfârșitul secolului al XIX-lea, Albuleț era o târlă componentă a comunei Filiu aflată în plasa Balta a județului Brăila, având 7 gospodării cu 27 locuitori.
Localitatea era situată la circa 3 kilometri sud de Bordei Verde, în zona Boi Negri, pe drumul ce lega Lișcoteanca-Satnoeni de Crestezul.
Numele provenea de la numele unei familii de oieri săceleni "Albuleț", întemeietorii mai mutor târle în Bărăgan, în secolul XIX
Satul a dispărut la începutul secolului XX, odată cu mutarea locuitorilor în satul Lișcoteanca.